# Josef Hlávka
Josef Hlávka (ur. 15 lutego 1831, zm. 11 marca 1908) – czeski architekt, filantrop i założyciel pierwszej czeskiej fundacji.
Hlávka urodził się w Přešticach k. Pilzna w 1831 roku; studiował na Politechnice Praskiej i Akademii Sztuk Pięknych w Wiedniu. Wkrótce po zakończeniu studiów przez Hlávkę na emeryturę odszedł architekt František Šebek, który zapisał Hlávce przedsiębiorstwo, w którym młody architekt był zatrudniony. Później Hlávka budował Operę Wiedeńską i wiele kamienic w Wiedniu, a także budynek rezydencji prawosławnych metropolitów Bukowiny i Dalmacji w Czerniowcach. W wieku 38 lat stracił władzę w nogach, nie przestał jednak pracować. Wkrótce potem odnowił renesansową rezydencję w Lužanach, gdzie zamieszkał.
Hlávka założył także Królewskie Czeskie Towarzystwo Naukowe, którego został pierwszym prezydentem. Hlávka współfinansował także renowację zniszczonego przez powódź Mostu Karola w Pradze. Hlávka zbudował także akademik na ul. Jenštejnskiej, fundował też stypendia dla ubogich studentów.
Dwukrotnie żonaty, zmarł bezdzietnie. W 1904 roku Hlávka zapisał swój majątek na rzecz fundacji Nadání Josefa, Marie a Zdenky Hlávkových.